# Salvia dorrii
Salvia dorrii ist eine Pflanzenart aus der Gattung Salbei (Salvia) innerhalb der Familie der Lippenblütler (Lamiaceae). Sie gedeiht in den subtropischen Strauchsteppen des südwestlichen Nordamerika. Nordamerikanische Ureinwohner nutzten ihn für medizinische Anwendungen und als Räucherpflanze.

## Beschreibung

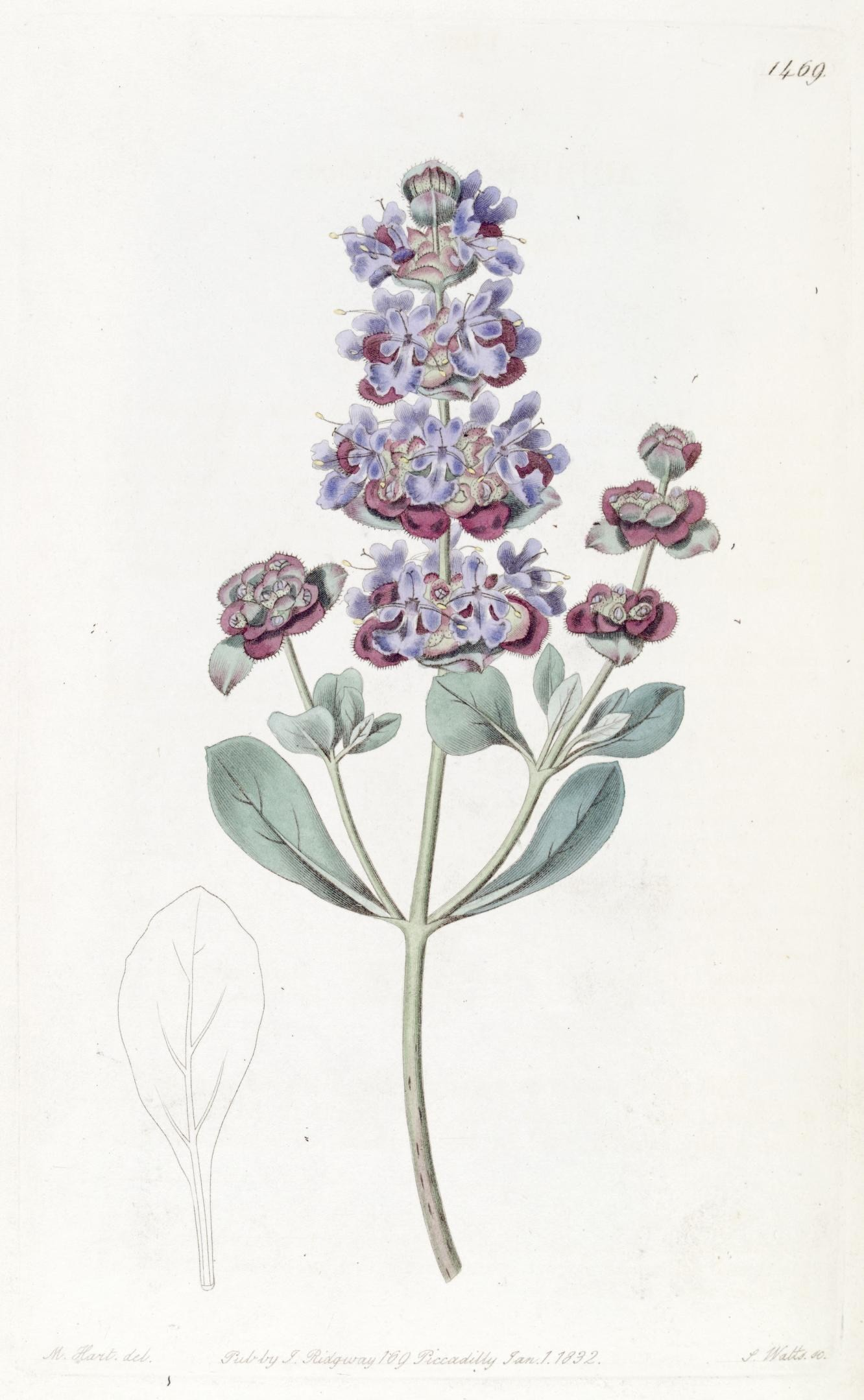
Illustration aus Edwards's Botanical Register, Tafel 1469

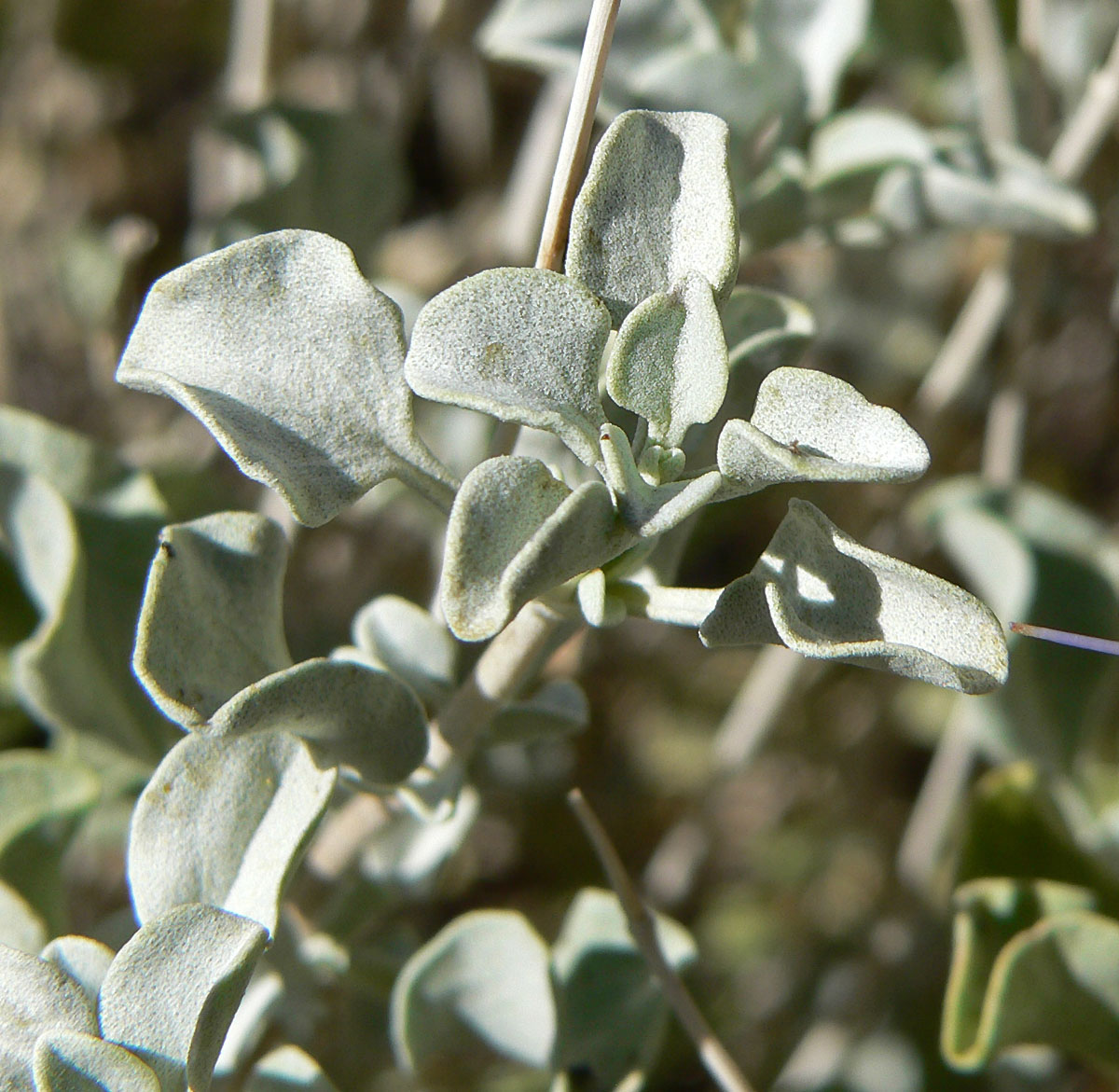
Laubblätter

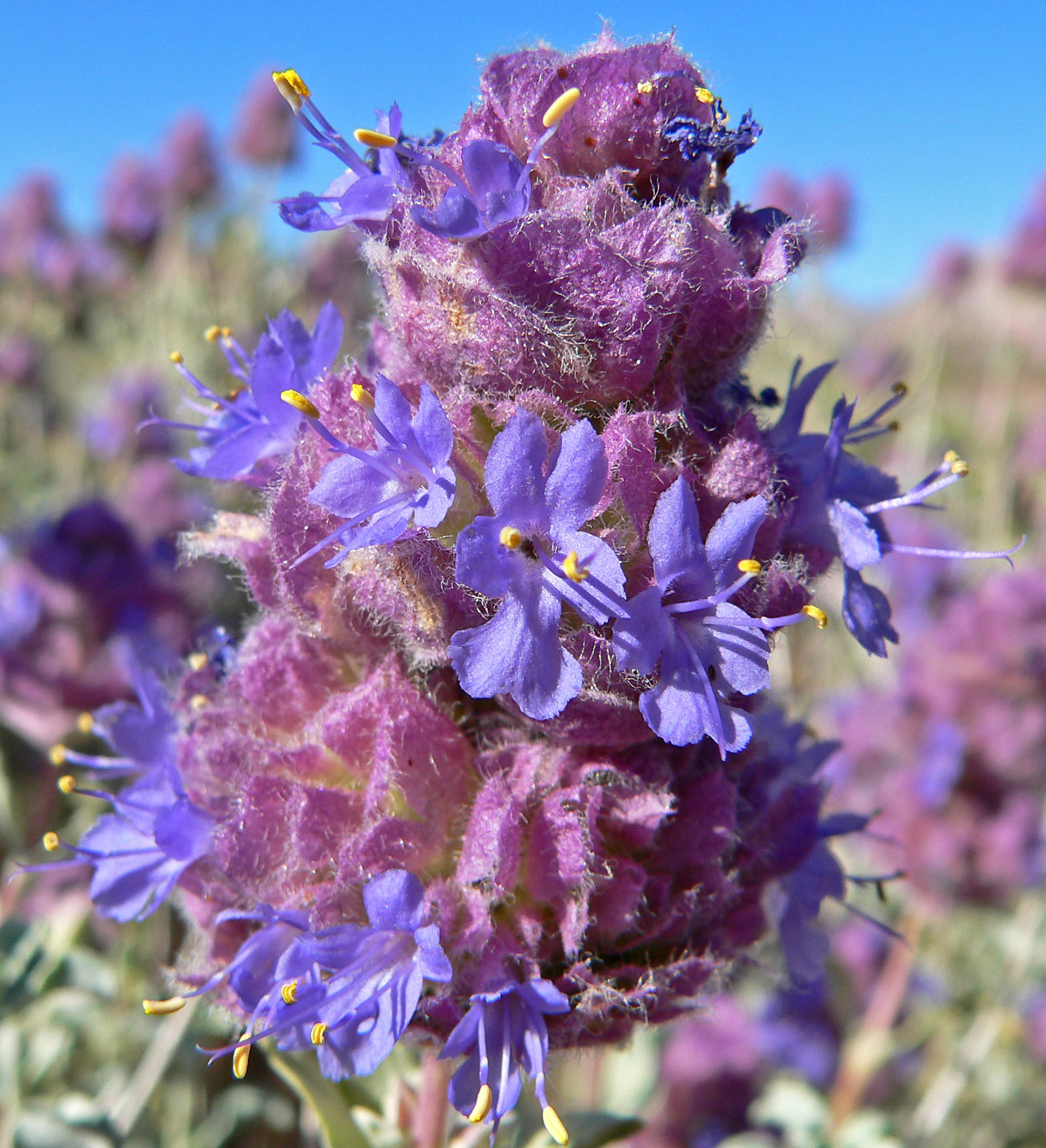
Blütenstand

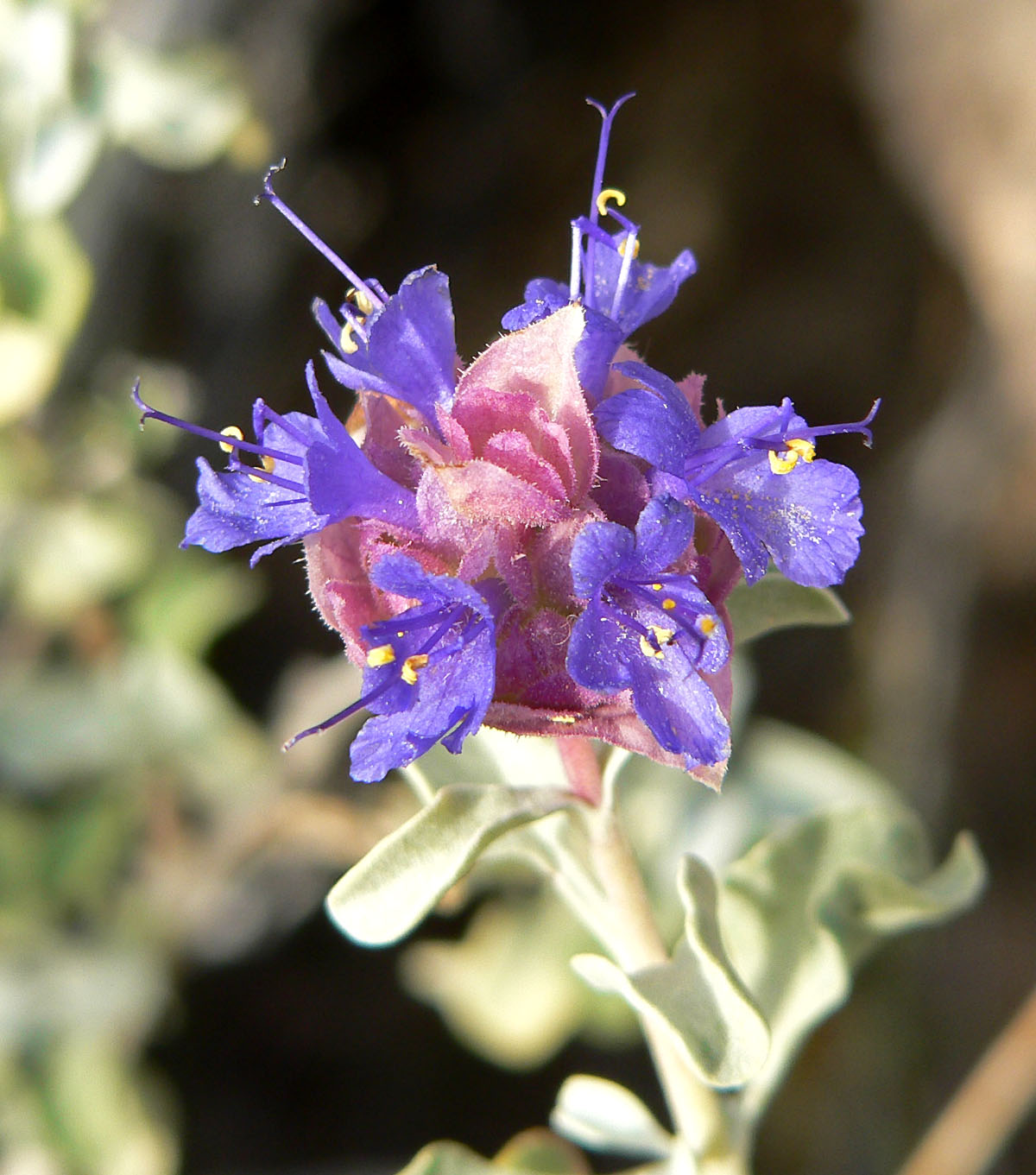
Ausschnitt eines Blütenstandes mit zygophen Blüten im Detail, gut zu erkennen ist der zweigabelige Griffel

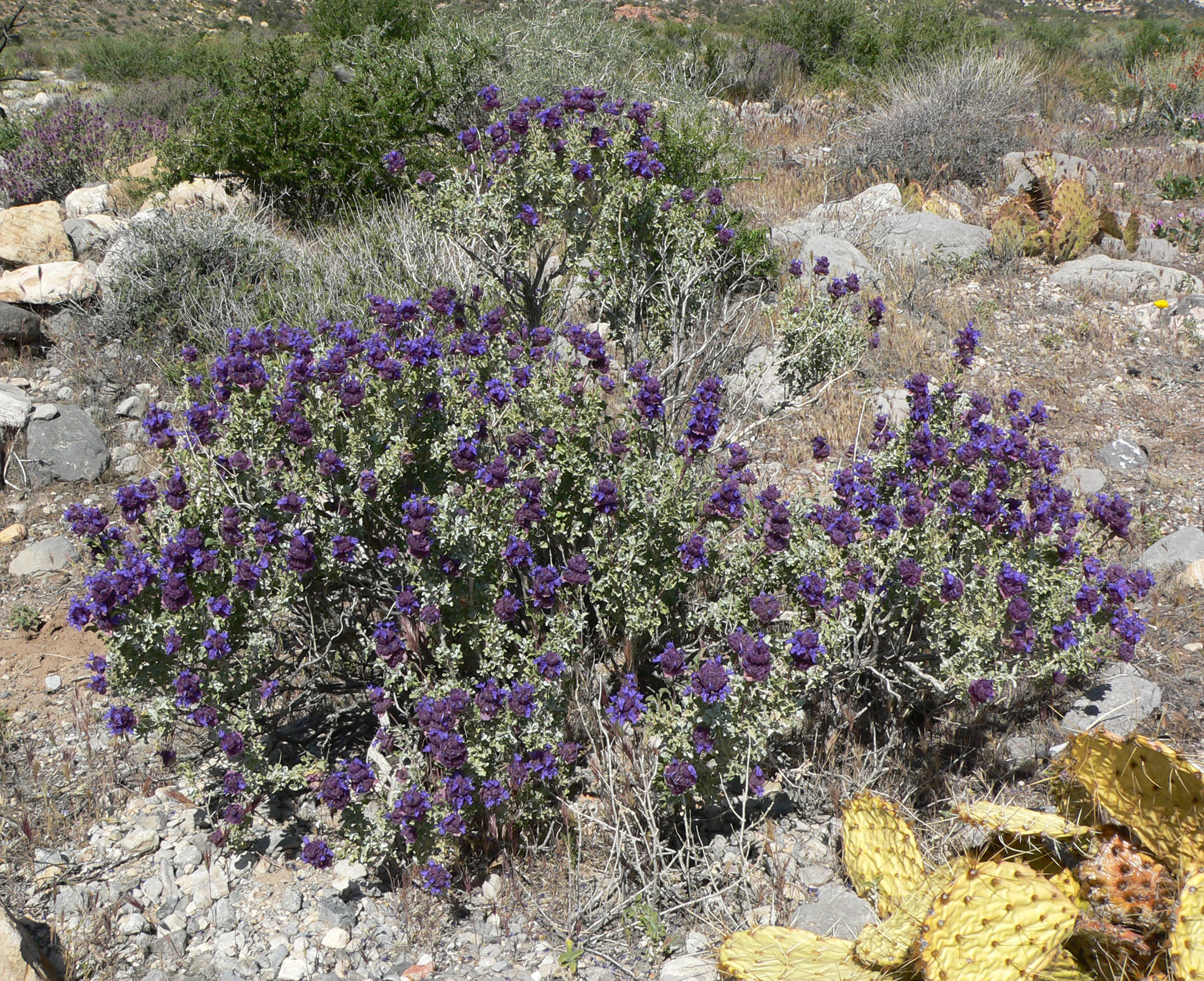
Habitus im Habitat

### Vegetative Merkmale
Salvia dorrii wächst als immergrüner und an der Basis stark verholzender Strauch, der am Naturstandort Wuchshöhen von 30 bis 80 Zentimetern und Durchmesser von etwa 150 Zentimetern erreicht. Die meist selbstständig aufrechten und stark verzweigten Zweige weisen eine schorfige Rinde auf, die sich von den älteren, verholzten Zweigen ablöst.
Die gegenständig angeordneten Laubblätter sind in Blattstiel und Blattspreite gegliedert. Die einfache, ganzrandige Blattspreite ist bei einer Länge von 1,5 bis 3 Zentimetern sowie einer Breite von 0,5 bis 1,5 Zentimetern verkehrt-eiförmig bis spatelförmig mit Grund mehr oder weniger abrupt verschmälerter Spreitenbasis und gerundetem oberen Ende. Die Laubblätter sind silbergrau behaart, drüsig punktiert und duften aromatisch nach Minze.

### Generative Merkmale
Die Blütezeit reicht von Mai bis Juli. Der endständige, aufrechte, traubige Blütenstand enthält drei bis vier Scheinquirle in einem Abstand von jeweils 1 bis 2 Zentimeter. An älteren Blütenständen erscheinen sie zusammenhängend als ährenartige, 12 bis 30 Millimeter breite Büschel. Die elliptischen bis rundlichen, etwa 1 Zentimeter breiten Tragblätter sind rötlich-violett bis grün, filzig, mehr oder weniger wellig behaart und am Spreitenrand auffällig bewimpert.
Die zwittrige Blüte ist zygomorph und fünfzählig mit doppelter Blütenhülle. Der violette bis rosafarbige, zweilippige Blütenkelch ist etwa 6 bis 11 Millimeter lang. Die fünf Kronblätter sind röhrenförmig verwachsen. Die etwa 1 Zentimeter lange Blütenkrone ist blau bis violett, manchmal rosafarben oder weiß. Die Blütenkrone besteht aus einer dünnen, 6 bis 13 Millimeter langen Kronröhre, die zweilippig endet. Die Kronoberlippe ist 2 bis 3 Millimeter lang, flach, und endet zweilappig. Die Kronunterlippe ist etwas größer als die -oberlippe. Die Kronunterlippe ist flachen und endet dreilappig mit einem großen, ausgerandeten mittleren Kronlappen. Die beiden langgestreckten Staubblätter und der am oberen Ende zweigabelige Griffel ragen aus der Blütenkrone heraus.
Nach der Bestäubung bleiben die getrockneten Blütenkronen noch viele Wochen haften. Die Klausenfrucht zerfällt in vier Teilfrüchte. Die grauen bis rotbraunen Klausen sind dickwandig und 1,8 bis 3,5 Millimeter lang.

## Vorkommen
Salvia dorrii gedeiht in den Strauchsteppen der südwestlichen USA. Es gibt Fundortangaben für Arizona, Kalifornien, Nevada, Utah, Idaho, Oregon sowie Washington. Sie kommt hauptsächlich im Gebiet des Großen Beckens und südlich davon bis zur Mojave-Wüste vor.
Salvia dorrii wächst auf sandigen, kalkhaltigen Böden in ebenen, mit Sträuchern und Gräsern bewachsenen Steppen, an trockenen, offenen Hängen und felsigen Gebirgskämmen. Er ist oft mit strauchigen Pinien- und Wacholderarten, Josua-Palmlilie, Wüsten-Beifuß, Kreosotbusch und anderen Arten der Strauchsteppe vergesellschaftet. Salvia dorrii ist an semiaride, subtropische Klimate mit 180–380 Millimeter Jahresniederschlag angepasst und besiedelt Höhenlagen von bis zu 3000 Metern.

## Ökologie
Die Blüten von Salvia dorrii sind melittophil und werden von Honigbienen, verschiedenen Hummelarten und anderen Wildbienen bestäubt. Die Blüten werden auch von Schmetterlingen, insbesondere von Nachtfaltern wie dem neuweltlichen Linienschwärmer, besucht.

## Systematik
Die Erstbeschreibung erfolgte 1863 unter dem Namen (Basionym) Audibertia dorrii durch Albert Kellogg in Proceedings of the California Academy of Sciences, Volume 2, S. 190, Figur 57. Die Neukombination zu Salvia dorrii (Kellogg) Abrams wurde 1951 durch den US-amerikanischen Botaniker LeRoy Abrams in Illustrated Flora of the Pacific States, Band 3, S. 639 veröffentlicht. Weitere homotypische Synonyme sind: Audibertiella dorrii (Kellogg) Briq., Ramona dorrii (Kellogg) Briq.. Der artspezifische Namensteil dorrii ehrt den US-amerikanischen Dichter Clarendon Herbert Dorr (1816–1887), der in Nevada Pflanzen sammelte.
Salvia dorrii wird wie die Kalifornische Chia der Salvia-Untergattung Audibertia zugeordnet. Diese besteht aus rund 20 in Nordamerika beheimateten Arten, mit dem Zentrum der Artenvielfalt in der Wüste des Großen Beckens.

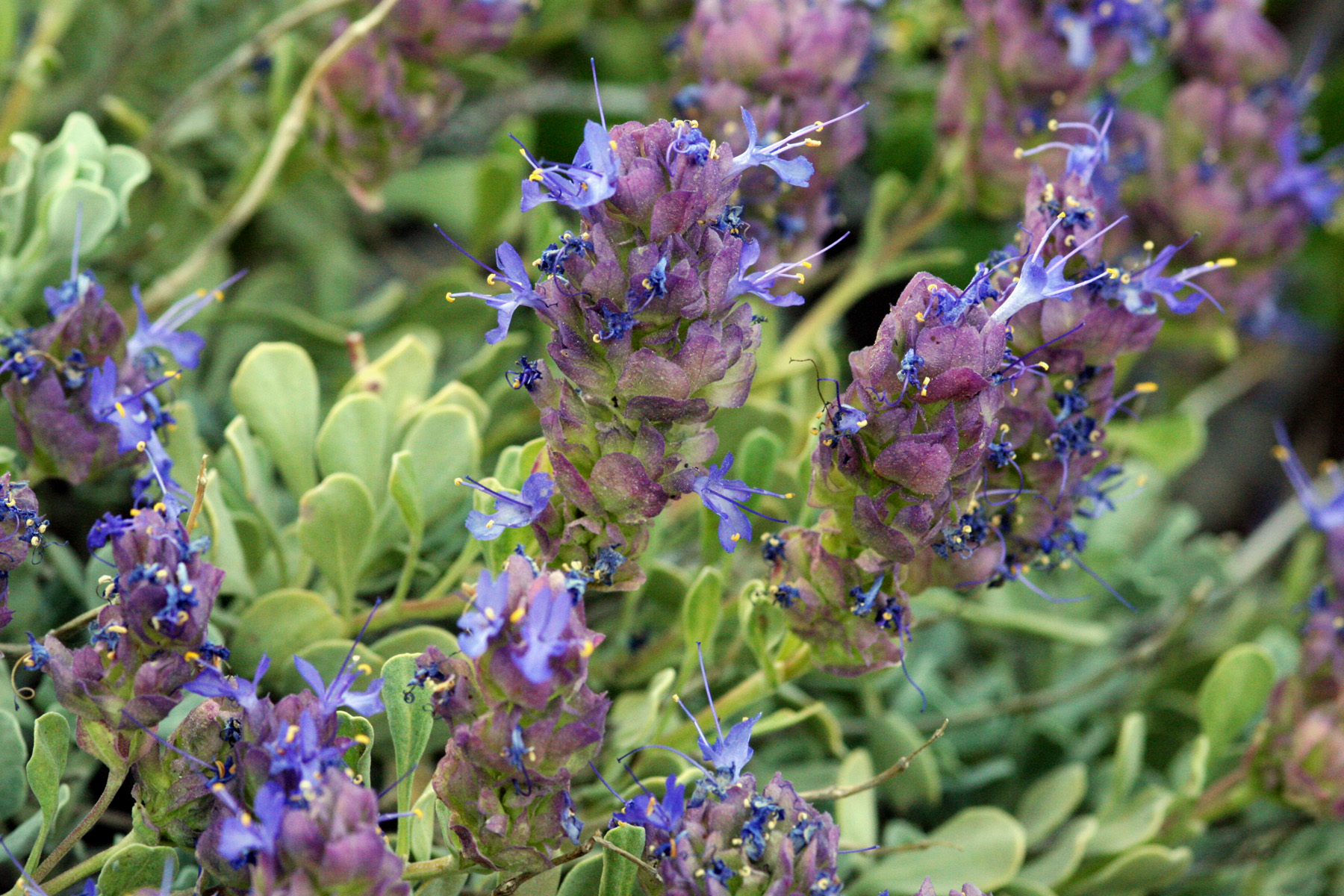
Salvia dorrii var. clokeyi

### Subtaxa ihre Verbreitung
Je nach Autor gibt es von Salvia dorrii zwei Unterarten::
- Salvia dorrii (Kellogg) Abrams subsp. dorrii: Sie kommt im gesamten Verbreitungsgebiet der Art vor und ist ein kleinblättriger, aufrechter Strauch. Von Salvia dorrii subsp. dorrii gibt es bei Strachan 1982 die folgenden drei Varietäten:[8]
  - Salvia dorrii var. clokeyi Strachan: Dieser Endemit kommt nur in Clark County in Nevada vor und ist ein niedriger, mattenbildender Strauch.
  - Salvia dorrii var. incana (Benth.) Strachan: Sie kommt von Idaho, Oregon, Washington bis ins nördliche Kalifornien vor. Sie ist ein großer, aufrechter Strauch mit kleinen Laubblättern, einem allmählich schmaler werdenden Blattgrund, kleinen Blütenständen und Blüten mit kurzen Kronröhren.
  - Salvia dorrii var. pilosa (A.Gray) Strachan & Reveal: Sie kommt in Arizona, Kalifornien und Nevada vor. Sie unterscheidet sich von den anderen Varietäten durch stark behaarte Trag- und Kelchblätter.
- Salvia dorrii subsp. mearnsii (Britton) E.M.McClint.: Sie kommt in Arizona nur im südlichen Coconino County sowie im östlichen Yavapai County vor. Sie hat schmalere Laubblätter und weniger Blütenstände pro Zweig als Salvia dorrii subsp. dorrii.

## Verwendung
Salvia dorrii ist als Zierpflanze nur für Gärten in den trockenen Subtropen und in Gebieten mit mediterranem Klima geeignet. Im gemäßigten Klima Mitteleuropas kommt die Pflanze kaum zur Blüte und leidet unter Lichtmangel und zu hoher Feuchtigkeit. Der Salbei passt gut zu anderen trockenheitsverträglichen Pflanzen wie Wermut und ist winterhart bis −23 °C (Zone 6).
Salvia dorrii wurde traditionell von indigenen Völkern für verschiedene medizinische Anwendungen und kulturelle Zwecke (Räucherzeremonien) verwendet. Aufgüsse, Abkochungen, Waschungen und Umschläge von Blüten und Laubblättern wurden unter anderem zur Behandlung von Kopfschmerzen, Magenschmerzen, Erkältung, Fieber, Grippe, Lungenentzündung und Augenproblemen verwendet.